# غلام محمد
غلام محمد هو سياسي هندي، ولد في 19 يناير 1953 في منطقة ميروت في الهند. نشط حزبياً في سماجوادي.